# Être et avoir
Ser e Ter (em francês: Être et avoir) é um documentário francês de 2002, dirigido por Nicolas Philibert.
Este documentário ganhou o prêmio de 2003 no Sacramento French Film Festival, na categoria de prêmio da audiência.
Seguido do sucesso do filme, Lopez, o principal personagem do documentário, dirigido por Nicolas Philibert, clamou por merecer parte do lucro de 2 milhões €. A corte francesa rejeitou o pedido de Lopez. De acordo com uma reportagem de jornal, a união de cineastas franceses avisou que se Lopez ganhasse a causa, estaria declarada “a morte do cinema documentário, de acordo com os princípios fundamentais de que os sujeitos da obra não devem ser pagos para participar”.

## Sinopse
O título do filme, traduzido literalmente como Ser e Ter, os dois verbos auxiliares da língua francesa. O filme aborda a vida de uma escola primária em uma comunidade francesa de Saint-Étienne-sur-Usson, Puy-de-Dôme, França, cuja população tem pouco mais de 200 pessoas. A escola tem uma pequena sala com idades misturadas (de 4 a 12 anos de idade), com um professor dedicadíssimo, Georges Lopez.

## Elenco
- Alizé
- Axel
- Guillaume
- Jessie
- Johann
- Jojo
- Julien
- Laura
- Létitia
- Georges Lopez (Professor)
- Nathalie
- Olivier